# 레비 에슈콜
레비 에슈콜(히브리어: לֵוִי אֶשְׁכּוֹל, 1895년 10월 25일 ~ 1969년 2월 26일) 은 이스라엘의 정치인이다. 원어명은 레비 이츠하크 슈콜니크(히브리어: לוי יצחק שקולניק)이며, 1963년부터 1969년 심근경색으로 사망할 때까지 총리를 지냈다. 총리 재임 중 사망한 첫 이스라엘 총리이다.

## 생애

### 초기
레비 에슈콜은 1895년, 러시아 제국의 키예프 (현 우크라이나의 수도) 근교의 마을에서 태어났다. 그의 어머니는 유대교에서 가장 보수적인 정통파 중 하나인 하시디즘에 배경을 둔 사람이었고, 아버지는 정통파이지만, 하시디즘과 대립하는 미스나그딤에 배경을 둔 사람이었다.
1914년, 당시에는 오스만 제국의 통치하에 있던 팔레스타인으로 이주했으며, 제1차 세계 대전이 일어나자 영국 군대의 유대인 연맹에 참가하기도 하였다.

### 크네셋의 일원

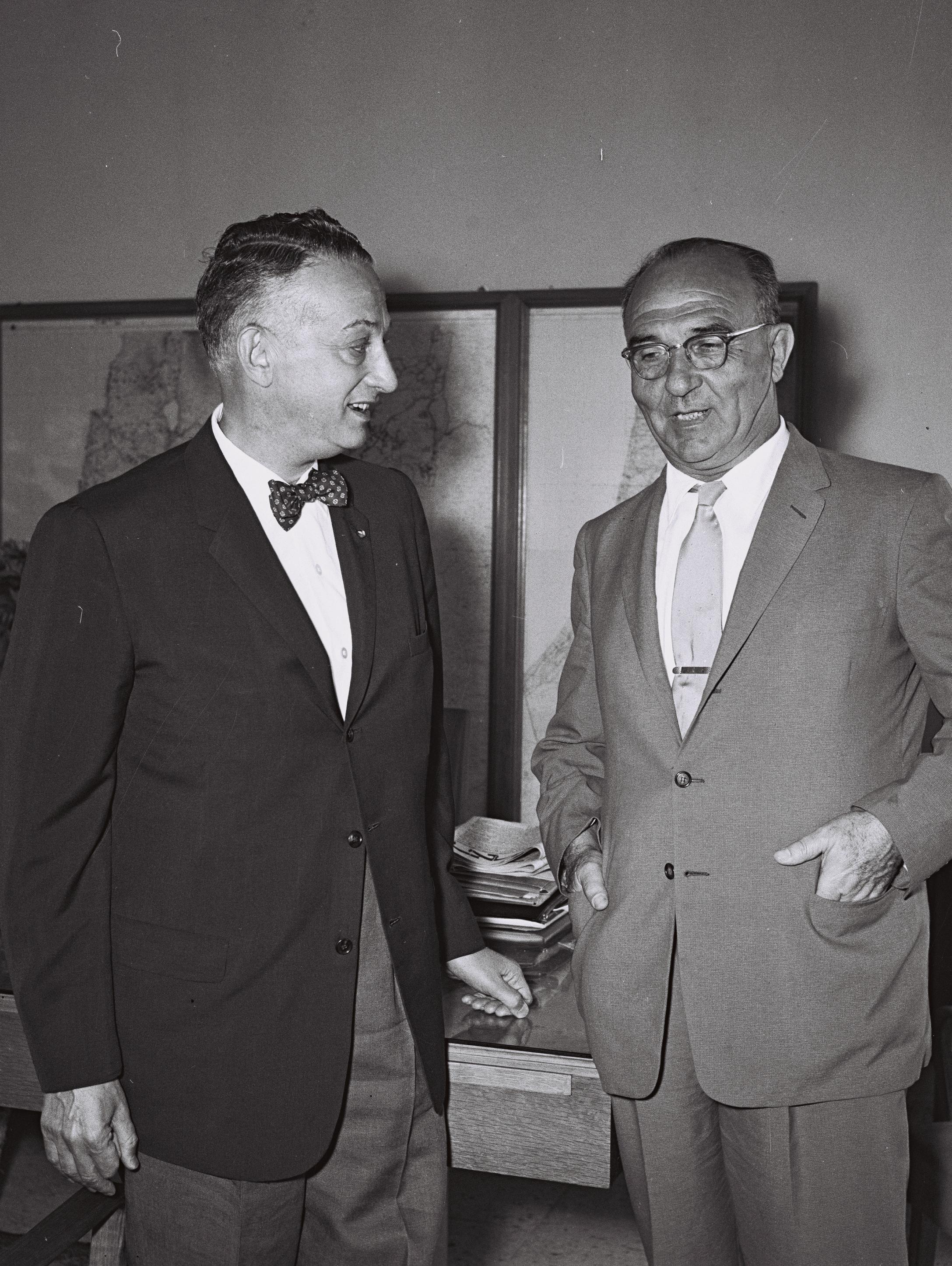
재무장관 시절 뉴욕에서 유대인 정치인 아서 레비트와 함께 (1959)

이스라엘 건국 후, 에슈콜은 1951년 마파이당 소속으로 크네셋 의원에 당선되었다.
1952년까지 농업 장관을 지낸 에슈콜은, 그 해에 재무 장관이던 엘리제 카플란 (Eliezer Kaplan) 이 죽자, 그를 대신해 재무 장관에 임명되어 12년간 그 자리를 지켰다. 에슈콜은 재무 장관 시절에 마파이 (Mapai)의 지도자로서 중요한 활약을 하였고, 이 활약이 당시 총리였던 데이비드 벤구리온에게 높이 평가되어 그의 후임 총리로 지명되었다.
1963년 6월 벤구리온이 사임하자 에슈콜은 국민과 의원의 절대적인 지지를 받아 제3대 이스라엘 총리가 되었다. 하지만 데이비드 벤구리온이 사임하는 계기가 된 라본 사건 (Lavon Affair)으로 벤구리온과의 관계가 악화되었고, 벤구리온은 다시 수상 직에 오르려고 시도했지만, 국민들의 비판으로 인해 1965년 그를 지지하는 일부 정치인들과 함께 라피 당을 결성하였다.
한편으로 마파이 (Mapai) 당은 아흐두트 하아보다 (Ahdut HaAvoda) 와 합병해 얼라이먼트 (Alignment) 당을 만들었고, 1965년 11월 총선거에서 논의의 여지 없이 라피당에 승리하였다.

### 총리

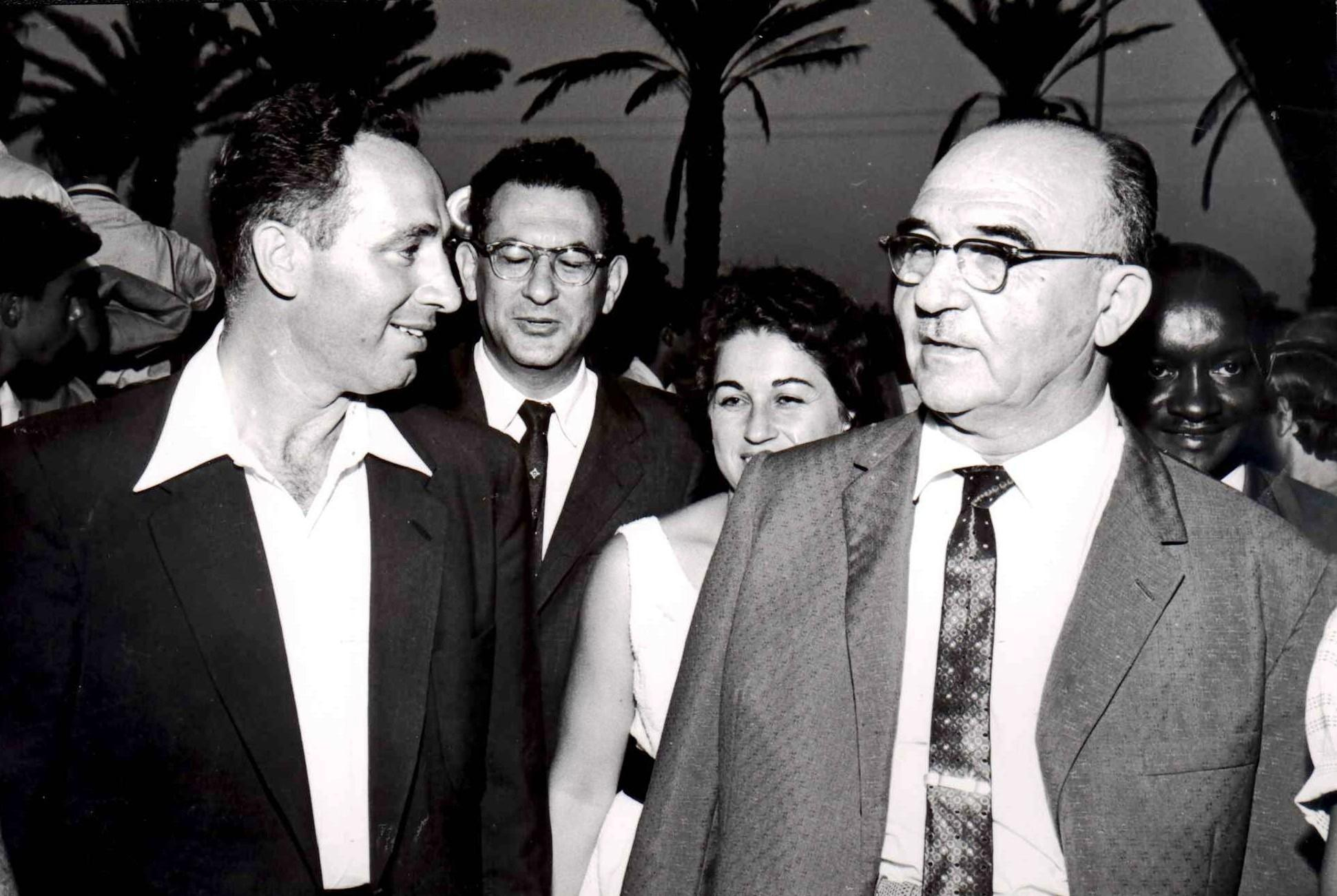
시몬 페레스와 함께

에슈콜 총리 임기 초기의 이스라엘은 1964년에 행해진 대규모 관개 공사로 지속적인 경제 성장을 계속하였다. 그러나, 에슈콜과 그의 후임으로 재무장관이 된 " Pinchas Sapir"에 의한 경제의 과잉 성장을 계획 경제에 연착륙시키는 정책은, 수축된 경제를 자기 규제하는 체계가 갖추어 지지 않았기 때문에 예상 이상으로 심각한 불황을 일으켰다. 1966년 실업률은 12%에 이르렀으며, 에슈콜은 국민들의 불만이 노출된 상황에서 경제 부흥을 꾀하게 되었다. 그렇지만, 이 불황은 최종적으로는 부족한 경제 기반을 보충하게 할 방향을 향하게 해 1967년부터 1973년까지 이스라엘의 경제는 급속하게 회복되었다.
에슈콜은 외교 관계 발전에도 힘을 쏟았으며, 1965년 서독과 국교를 수립하는 동시에 소비에트 연방과 문화적 교류를 가졌다. 소비에트 연방의 유대계 이민자들을 이스라엘로 받아들였으며, 1964년 이스라엘 총리로서 미국 공식 방문에 초대되었다. 특히 린든 존슨 대통령과의 관계 강화는 1967년에 일어난 6일간의 전쟁 전의 대기 기간에 미국의 정치적, 군사적 지원을 받기 위해서 큰 역할을 했다고 판단되었다.
제3차 중동 전쟁에서 이스라엘이 압승함에 따라 총리 직에 머무르게 되었으나, 1969년 재직 중에 심근경색으로 사망하였다.

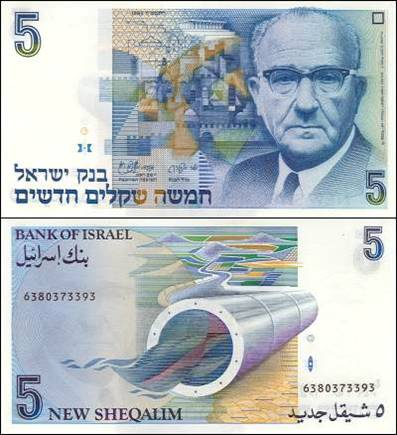
5셰켈에 나와있는 에슈콜

## 사후의 명예
그의 이름이 붙은 장소로 베에르셰바 근처에 있는 에슈콜 국립 공원과 예루살렘 동쪽의 도시 (제3차 중동 전쟁으로 획득한 곳) 라마트 에슈콜이 있다.
5셰켈 지폐에 그의 초상이 나와있다.